# ولاية الدقم
ولاية الدقم  هي إحدى ولايات محافظة الوسطى في سلطنة عمان. تقع الدقم في وسط محافظة الوسطى من جهة الساحل، تجاورها ولاية «محوت» من الجهة الشمالية، وولاية «الجازر» من الجهة الجنوبية، وولاية «هيماء» غرباً من جهة الصحراء، وشرقها بحر العرب. يبلغ عدد سكانها 11 ألف نسمه، يتوزعون في 11 قرية تقريباً. كانت سابقاً – قبل عام 1991م نيابة تابعة لولاية هيماء إلا أن المرسوم السلطاني (6/91) والذي يقضي بإنشاء المنطقة الوسطى تبعه قرار وزاري إنشاء هذه الولاية ضمن ولايات أربع تشكل منها المنطقة الوسطى حالياً.  
ونظراً لامتداد سواحلها على شاطئ بحر العرب لمسافة 120 كيلومتراً، فإن معظم سكانها يعملون بالصيد. إلا أن «فترة الخريف» –هكذا يطلقون عليها في ولاية الدقم – وهي الأشهر الثلاثة التي تبدأ من يونيو لتنتهي في سبتمبر. خلالها تنخفض درجة الحرارة إلى ما دون 25 درجة ويصبح المناخ غير موات لنزول البحر، ففما يضطر معه الصيادون إلى الرحيل بإتجاه ولايات المنطقة الداخلية، وخاصة ولاية أدم، حيث يعملون هناك بالزراعة خلالة موسم جمع التمور، وتلك التي يسمونها برحلة الصيف. وأثناء عودتهم إلى ديارهم المنتشرة على سواحل الدقم – يحملون مخزوناً من التمور يكفيهم بقية العام.
هذا هو نمط حياتهم هناك منذ سنوات طويلة، إلا أن المسافة التي يقطعونها ما بين ولاية الدقم الحالية وولايات المنطقة الداخلية في أدم أو نزوى كانت تستغرق في السابق قبل عام 1970م خمسة أيام متواصلة على ظهور الركاب – الإبل أو الحمير – وكانت تستغرق أثناء العودة حوالي عشرة أيام، نظراً لأنها محلمة بالتمور في رحلة العودة من الداخلية إلى الدقم. وأما الآن وبعد عصر النهضة المباركة، فلا تتعدى هذه الرحلة الخمس ساعات كحد أقصى.
شيخ ولاية الدقم
الشيخ عبدالله بن مبخوت بن علي الجنيبي هو شيخ ولاية الدقم المعتمد الذي كفلته الحكومة بتتبع شؤون المواطنين ومتابعة مصالحهم

## الشواطيء في الدقم
أبرز شواطئ «الدقم» الرائعة بنظافتها وزرقة مياهها الصافية ونقاء رمالها الناعمة وهوائها الذي يتميز بميله إلى البرودة الخفيفة، هو شاطئ «الشوعير» الذي يبعد عن مركز الولاية بحوالي 20 كيلومتراً تقريباً، وقد تبعثرت على مسافات متفرقة منه بيوت الصيادين الخالية التي تنتظر أهلها حين عودتهم من موسم الهجرة إلى الشمال.
شاطئ أخر يتهافت عليه هواة ما يمكن تسميته «بسياحة المخيمات» وهو شاطئ رأس مدركة، حيث يأتون إليه بسياراتهم من البلدان الخليجية المجاورة، قادمين من ولاية «عبري» بمنطقة الظاهرة، حيث يقضون بضعة أيام في هذا الطقس الرائع بين إخوانهم من أبناء عمان في تلك المنطقة التي تتخذ شكل المثلث الذي يواجه رأسه مياه بحر العرب، وتمتد قاعدته وضلعاه على أرض الشاطئ التي تصلح جميعها للإستثمار السياحي الناجح. ويبعد شاطئ «رأس مدركة» عن مركز ولاية الدقم بحوالي 80 كيلومتراً.

## الحرف والصناعات التقليدية
سكان ولاية الدقم يمارسون الصيد بالدرجة الأولى، ثم الرعي وبعض المشغولات اليدوية، ويمارسون صناعة الغزل والنسيج معتمدين على الخامات المحلية من صوف الأغنام وغيرها.

## الخدمات الحكومية
وقد امتدت أيادي النهضة المباركة التي يقودها السلطان قابوس المعظم منذ عام 1970م إلى تلك الولاية، إذا كانت معاناتهم البالغة القسوة في السابق هي مشكلة المياه الصالحة للشرب، إلا أن ذلك لم يعد يؤرقهم كثيراً الآن، حيث توجد أربعة محطات لتحلية المياه بولاية الدقم، منها ثلاث تنتج كل منها 50 ألف مترمكعب يومياً، وتنتج الرابعة 100 ألف متر مكعب يومياً، يتم توزيعها «بالتناكر» على المواطنين مجاناً في مختلف أنحاء الولاية. وفي مجال الرعاية الصحية، هناك مستشفى «الدقم» الذي يقع في مركز الولاية ويخدم جميع أطرافها وهو يضم حوالي 13 سريراً، تستوعب كافة احتياجات العلاج الداخلي كما يوجد به قسم للأطفال، إلى ذلك هناك مركز صحي عند وادي «هيتام» في الطريق من الدقم إلى ولاية الجازر يسمى «مستشفى هيتام». وإلى جانب هذه الخدمات الضرورية، هناك عدد من المكاتب الحكومية التي تتولى توفير الرعاية للمواطنين بمختلف مناطق الولاية ol .

## وصلات خارجية
- المنطقة الوسطى - وزارة الإعلام العمانية